# Artoria quadrata
Artoria quadrata är en spindelart som beskrevs av Volker W. Framenau 2002. Artoria quadrata ingår i släktet Artoria och familjen vargspindlar. Inga underarter finns listade i Catalogue of Life.